# Felicia Kartal
Felicia Kartal (* 6. März 2000) ist eine schwedische Schauspielerin.

## Leben und Karriere
Ihr Debüt gab Kartal 2021 in der Fernsehserie Snabba cash. 2022 trat sie in der Serie Lyckoviken auf. Ihre erste Hauptrolle bekam sie im selben Jahr in der Serie Korridoren. Danach spielte sie in Fejk die Hauptrolle. 2023 sah man Kartal in dem Film Canceled.

## Filmografie
Serien:
- 2021: Snabba cash
- 2022: Lyckoviken
- 2022: Korridoren
- 2022: Fejk

Filme:
- 2023: Canceled